# Xinjing, Gansu
Xinjing är en socken i nordvästra Kina. Den ligger i Tongwei härad i staden Dingxi i provinsen Gansu, omkring 180 kilometer sydost om provinshuvudstaden Lanzhou. Antalet invånare är 9 973. Befolkningen består av 4 960 kvinnor och 5 013 män. Barn under 15 år utgör 20,0 %, vuxna 15-64 år 67 %, och äldre över 65 år 12,0 %.